# Telotha indica
Telotha indica är en kräftdjursart som beskrevs av Hugo Frederik Nierstrasz 1915. Telotha indica ingår i släktet Telotha och familjen Cymothoidae. Inga underarter finns listade i Catalogue of Life.